# Distrito de Bakaya-Ata
El distrito de Bakaya-Ata (en kirguís: Бакай-ата району) es uno de los rayones (distrito) de la provincia de Talas en Kirguistán. Tiene como capital la ciudad de Leninpol'.
- Datos: Q793912